# Welpies

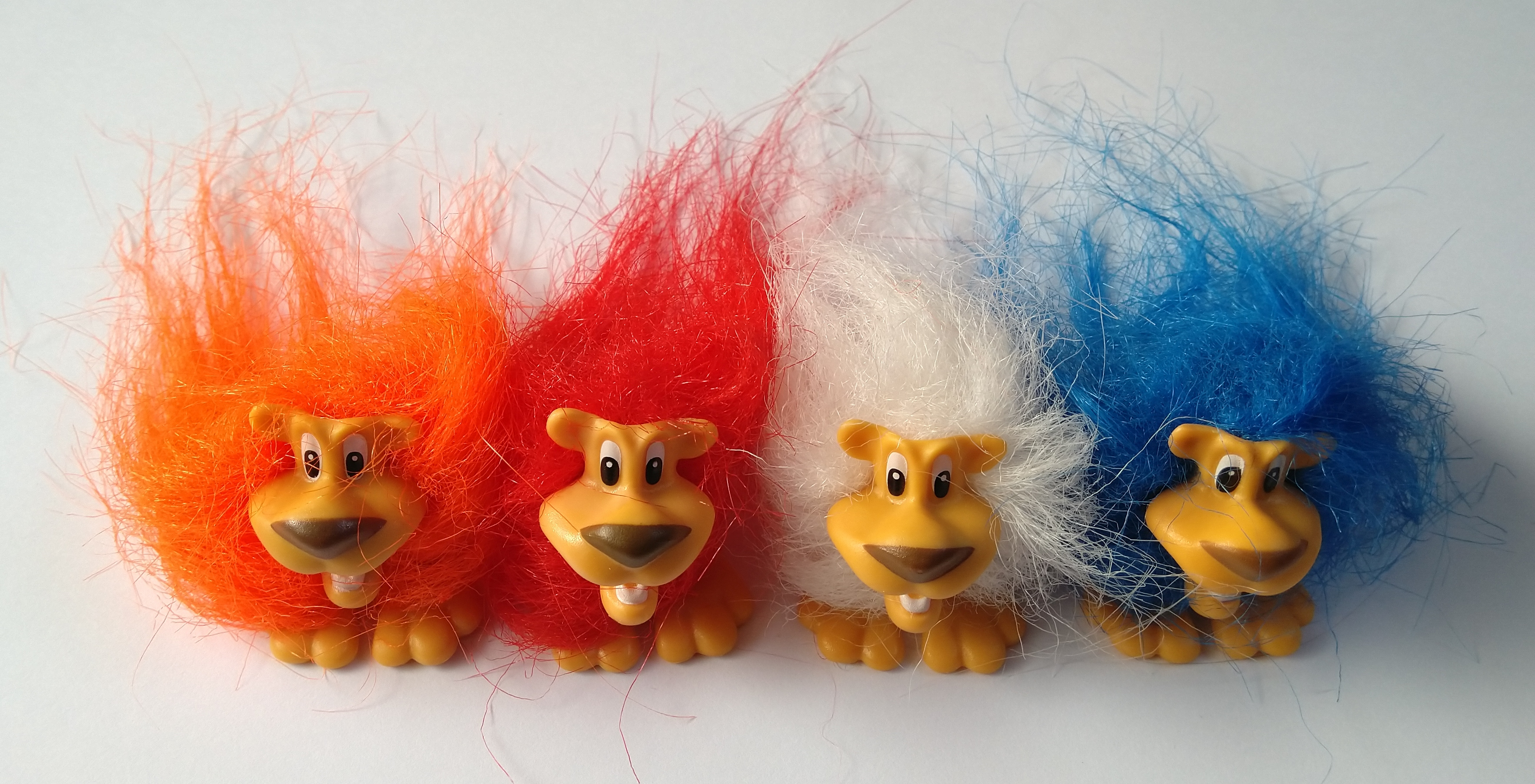
De vier verschillende welpies

Welpies waren promotionele minimascottes in de vorm van een leeuwtje die konden worden gespaard bij supermarkten van de Albert Heijn. Deze tijdelijke actie stond in het teken van het Europees kampioenschap voetbal 2008. De welpies waren de opvolgers van de wuppies van 2006. Evenals de wuppies hebben welpies plakvoetjes en een lint met een spaarpunt. Met drie van deze spaarpunten kon een mega welpie-knuffel of een welpie-cap worden gekocht. Voor en tijdens het EK werden in totaal 24 miljoen welpies verspreid in de kleuren rood, wit, blauw en oranje. Daarnaast zijn 700.000 mega welpie-knuffels en 200.000 welpie-caps beschikbaar. De aan de actie verbonden tv-commercial was sinds 1 juni op Nederlandse tv-zenders te zien. Hierin was een speciale welpie-tune te horen, die ook op de website van Albert Heijn was te beluisteren.
De opvolger van de welpies waren de beesies tijdens het WK van 2010.